# أوستين بريغز
أوستين بريغز (بالإنجليزية: Austin Briggs)‏ هو رسام توضيحي أمريكي، ولد في 9 أغسطس 1908 في همبولت في الولايات المتحدة، وتوفي في 10 أكتوبر 1973 في باريس في فرنسا بسبب ابيضاض الدم.

## روابط خارجية
- أوستين بريغز على موقع ديسكوغز (الإنجليزية)